# Démographie du Qatar
Le Qatar compte environ 2,6 millions d'habitants en 2016 dont 80 % d'étrangers. Ces travailleurs étrangers sont pour la plupart venus d'Inde, d'Iran, du Pakistan, d'Irak, du Népal, du Bangladesh et du Sri lanka. Ils travaillent, en général dans des conditions très difficiles, sur les innombrables chantiers que le pays lance en plein désert. Les Occidentaux ou Arabes occupent, eux, des postes à responsabilité dans les secteurs de l'énergie, de la banque ou de la publicité. Les expatriés occidentaux jouissent d'un niveau de vie élevé mais ne font pas partie des représentants politiques.
Les Qataris sont généralement partisans de l'interprétation wahhabite de l'islam sunnite et sont conservateurs. Toutefois, les femmes ne sont pas obligées de porter le voile[réf. souhaitée]. Les expatriés chrétiens bénéficient de la liberté de culte mais ils ne sont pas autorisés à promouvoir le christianisme.
Depuis que l'exploitation pétrolière a permis au Qatar de s'enrichir, l'essentiel de sa population, qui était auparavant constituée de Bédouins nomades, est urbaine. Près de 90 % des Qatariens résident aujourd'hui à Doha, la capitale, ou dans sa banlieue ; cette urbanisation a provoqué un dépeuplement des villages du Nord.

## Évolution de la population
| Année | Population |
| ----- | ---------- |
| 1986  | 369 079    |
| 1997  | 522 026    |
| 2004  | 744 029    |
| 2010  | 1 699 435  |
| 2016  | 2 559 267  |
| 2021  | 2 504 910  |

## Composition de la population
Selon le World Factbook de la CIA, la population est composée de 40 % d'Arabes (notamment Qatariens, Égyptiens, Soudanais et Jordaniens), 18 % de Pakistanais, 18 % d'Indiens, 10 % d'Iraniens, et 14 % d'une autre origine.

## Natalité
Évolution du taux de fécondité (enfants par femme) depuis 2009 :
| Année                                            | Qatariens | Étrangers | Total |
| ------------------------------------------------ | --------- | --------- | ----- |
| 2009                                             | 3,80      | 1,92      | 2,28  |
| 2010                                             | 3,59      | 1,75      | 2,08  |
| 2011                                             | 3,38      | 1,86      | 2,12  |
| 2012                                             | 3,00      | 1,89      | 2,05  |
| 2013                                             | 3,20      | 1,80      | 2,00  |
| 2014                                             | 3,20      | 1,82      | 2,00  |
| 2015                                             | 3,20      | 1,80      | 2,00  |
| 2016                                             | 2,99      | 1,69      | 1,85  |
| 2017                                             | 2,94      | 1,68      | 1,83  |
| 2018                                             | 2,79      | 1,63      | 1,75  |
| 2019                                             | 2,62      | 1,63      | 1,73  |
| Source : Qatar Planning and Statistics Authority |           |           |       |

## Estimation de la population au Qatar par nationalité
| Pays d'origine              | 2014      | 2019      |
| --------------------------- | --------- | --------- |
| Population totale au Qatar  | 2.269.672 | 2.839.386 |
| Qatar                       | 300.000   | 333.000   |
| Population étrangère Totale | 1.991.672 | 2.506.386 |
| Inde                        | 545.000   | 700.000   |
| Bangladesh                  | 150.000   | 400.000   |
| Népal                       | 400.000   | 400.000   |
| Égypte                      | 180.000   | 300.000   |
| Philippines                 | 200.000   | 236.000   |
| Pakistan                    | 90.000    | 150.000   |
| Sri Lanka                   | 100.000   | 140.000   |
| Soudan                      | 42.000    | 60.000    |
| Syrie                       |           | 54.000    |
| Jordanie                    | 40.000    | 51.000    |
| Liban                       | 25.000    | 40.000    |
| États-Unis                  | 15.000    | 40.000    |
| Kenya                       | 9.300     | 30.000    |
| Iran                        | 30.000    | 30.000    |
| Indonésie                   | 39.000    | 27.350    |
| Tunisie                     | 15.000    | 26.000    |
| Éthiopie                    | 21.374    | 25.000    |
| Royaume-Uni                 | 20.000    | 22.000    |
| Nigeria                     | 7.502     | 11.000    |
| Chine                       | 6.000     | 10.000    |
| Turquie                     | 5.000     | 10.000    |
| Canada                      | 7.250     | 9.200     |
| Arabie saoudite             |           | 8.245     |

Source : http://www.bq-magazine.com/economy/2013/12/population-qatar-nationality et https://www.onlineqatar.com/Visiting/Tourist-Information/Qatar-Population-and-Expat-Nationalities
Note : Les statistiques étant difficiles à obtenir pour le Qatar, les données reprennent seulement les principales nationalités présentes dans ce pays.